# Нурягдыев, Мурад Мейданлыевич
Мурад Мейданлыевич Нурягдыев (туркм. Myrat Meydanlyýewiç Nuryagdyýew; 9 августа 1973) — советский и туркменский футболист, игравший на всех позициях в поле. Выступал за сборную Туркменистана.

## Биография
Начал взрослую карьеру в 1989 году в 16-летнем возрасте в составе «Ахала» и за следующие три сезона сыграл 76 матчей и забил 11 голов во второй и второй низшей лигах СССР. О выступлениях в следующие несколько лет нет сведений[уточнить]. Во второй половине 1990-х годов играл за «Копетдаг» (Ашхабад), становился победителем (1997/98) и серебряным призёром (1996, 1998/99) чемпионата Туркменистана, обладателем Кубка страны (1996, 1998/99). В 2000 году перешёл в столичную «Нису», с которой стал золотым (2001), серебряным (2002) и бронзовым (2000) призёром национального чемпионата. Участник Кубка Содружества 2002 года. В 2003 году в составе «Небитчи» (Балканабад) стал серебряным призёром чемпионата и обладателем Кубка Туркменистана. Следующий сезон провёл в составе «Асудалыка», а в 2005 году играл за другой столичный клуб — МТТУ, с которым завоевал чемпионский титул.
В 1997 году провёл два матча за национальную сборную Туркменистана в рамках отборочного турнира чемпионата мира. Дебютный матч сыграл 8 июня 1997 года против Вьетнама.